# Илия Коларов
Илия (Илчо) П. Коларов е български революционер, деец на Вътрешната македоно-одринска революционна организация и на Вътрешната македонска революционна организация.

## Биография
Илия Коларов е роден на 4 юли 1891 година в сярското село Обая, тогава в Османската империя, днес в Гърция. Завършва прогимназиално образование. Като юноша влиза във ВМОРО и участва в Първата световна война. След възстановяването на ВМРО е четник при Алеко Василев в Петричко. След като се разболява тежко от простудно заболяване, се самоубива на 19 септември 1922 година в Петричко.